# Stibaroptera major
Stibaroptera major är en insektsart som beskrevs av Heinrich Hugo Karny 1923. Stibaroptera major ingår i släktet Stibaroptera och familjen vårtbitare. Inga underarter finns listade i Catalogue of Life.